# Gare de La Motte-Sainte-Roseline
Ne doit pas être confondu avec Gare de La Motte, Gare de La Motte-les-Bains ou Gare de La Motte-d'Aveillans.
La gare de La Motte-Sainte-Roseline est une gare ferroviaire française. Elle a été ouverte par la Compagnie des chemins de fer de Paris à Lyon et à la Méditerranée, en 1863. Elle est fermée depuis les années 1990.

## Service des marchandises
Cette gare est ouverte au service du fret.

## La gare dans le cinéma
La gare apparaît en 1964 dans Le Corniaud et est supposée se trouver à 15 km de Carcassonne.
Le nom de la gare est visible dans la poursuite de fin du film Le Gendarme se marie lorsque Louis de Funès passe à hauteur d'un passage à niveau sans doute proche de la gare.
Le lieu reste reconnaissable malgré la modification du tracé de la route et son doublement à 2x2 voies. À partir des années 1990, la gare n'est plus traversée que par quelques trains de marchandises. En 2020, alors que la gare doit être démolie, l'apparition de son passage à niveau dans Le Corniaud et Le Gendarme se marie est mise en avant par la mairie de La Motte pour tenter de la sauvegarder. La gare est finalement détruite en novembre 2020.